# Жовтнева площа (Мінськ)
Жовтнева площа (біл. Кастрычніцкая плошча, рос. Октябрьская площадь) — площа в центральній частині столиці Білорусі місті Мінську, названа на честь Жовтневої революції.

## Розташування й об'єкти
Площа розташована в мінському середмісті у Центральному районі між проспектом Незалежності, вулицями Енгельса та Інтернаціональною. Зі сходу майдан обмежений будівлями Палацу культури профспілок та музею історії Великої Вітчизняної війни.
Окрім цих будівель, на площі розташовані будинки РУП «Белтелеком», Мінського обласного виконкому, Палацу Республіки.
На площі встановлені знак «Нульовий кілометр Білорусі» й великий телевізійний екран. З боку проспекту Незалежності до Жовтневої площі прилягає Олександрівський сквер (Центральний) з колишніми урядовими трибунами, у центрі якого встановлений старовинний фонтан зі скульптурою «Хлопчик з лебедем». Довкола скверу розташовані Центральний Будинок офіцерів, резиденція Президента Республіки Білорусь, Національний академічний театр імені Янки Купали.
На площі містяться виходи станцій метро «Жовтнева» та «Купаловська».

## Історія
Першою назвою майдану була Центральна площа. Площу проєктували й забудовували в 1949—1950 роках.
У вересні 1952 року на площі був встановлений помпезний (заввишки 10 м) пам'ятник Йосипу Сталіну. У 1957 році між Центральною площею та Центральним сквером були зведені урядові трибуни, з яких партійно-державне керівництво БРСР приймало паради й вітало демонстрації трудящих. Таким чином, Центральна площа набула статусу головного міського майдану.
3 листопада 1961 року був прибраний монумент Йосипа Сталіна з Центральної площі Мінська. 1966 року відкрився новозбудований на площі музей історії Великої Вітчизняної війни.
1984 року площу було перейменовано на Жовтневу, і на ній розпочалося будівництво Палацу Республіки, що тривало 17 років, в результаті чого статус центрального міського майдану повернувся до площі Леніна.
У 1998 році на площі був встановлений пам'ятний знак «Нульовий кілометр Білорусі».
З 2000-х років Жовтнева площа традиційно є місцем проведення концертів, народних гулянь, а також різноманітних суспільно-політичних акцій.

## Галерея

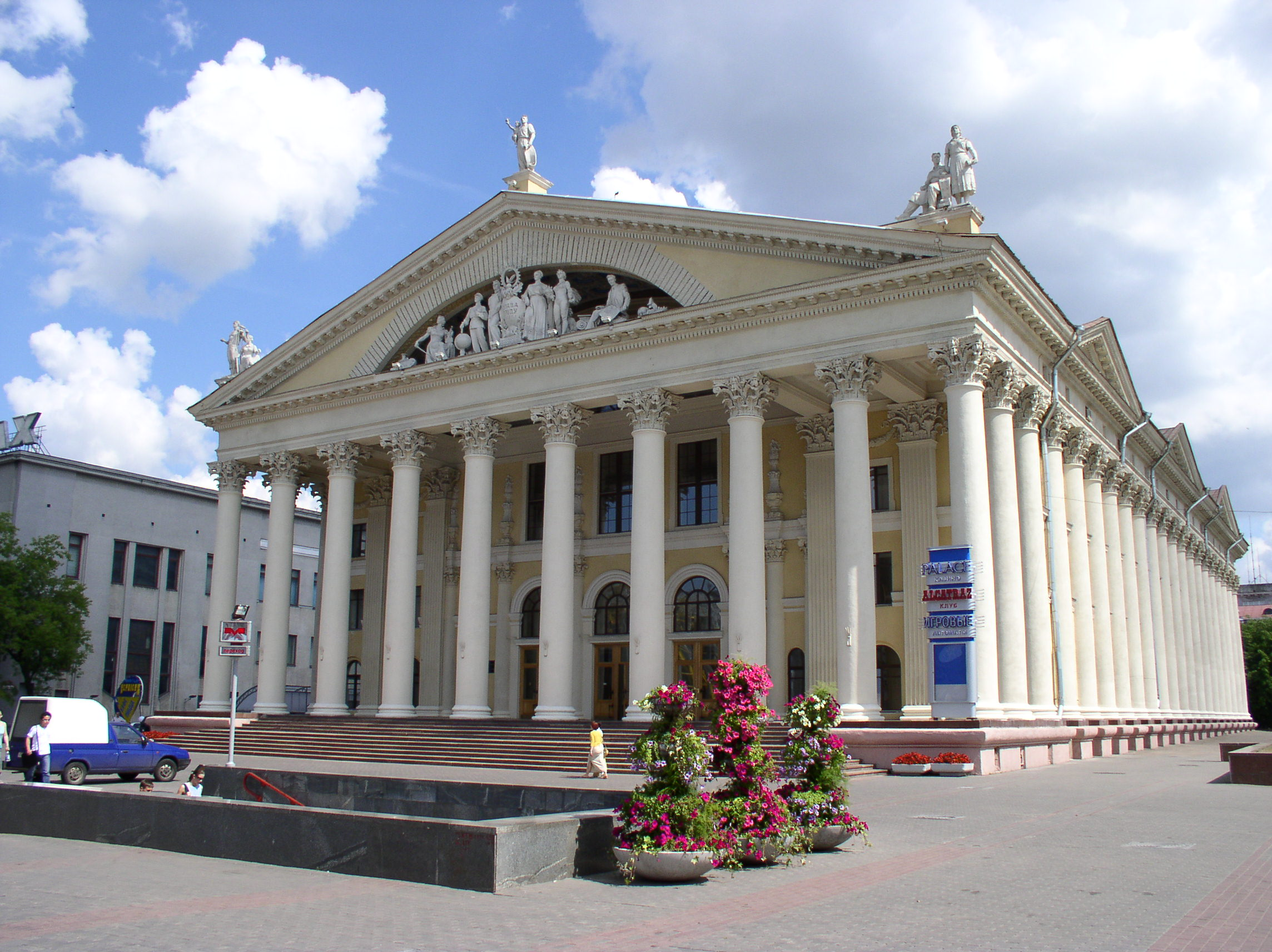
Палац культури профспілок